# Acanthochelys pallidipectoris
Acanthochelys pallidipectoris là một loài rùa trong họ Chelidae. Loài này được Freiberg mô tả khoa học đầu tiên năm 1945.